# Dioscorea knuthiana
Dioscorea knuthiana là một loài thực vật có hoa trong họ Dioscoreaceae. Loài này được De Wild. mô tả khoa học đầu tiên năm 1914.